# Plácido Micó
Plácido Micó Abogo (Egombegombre, Mbini, 11 de julio de 1963) es un político ecuatoguineano. Fue Secretario General de Convergencia para la Democracia Social (CPDS), partido político socialdemócrata en la oposición de Guinea Ecuatorial. Micó es ingeniero químico industrial; más tarde se lincenció en Ciencias Jurídicas y está doctorado en Derecho.
Se desempeñó como diputado de la Cámara de los Diputados (anteriormente conocida como Cámara de los Representantes del Pueblo).

## Biografía
Plácido Micó Abogo es químico industrial por la Universidad Complutense de Madrid y licenciado y doctorando en Derecho por la UNED. Después de sus estudios en España, regresó a Guinea Ecuatorial y trabajó como profesor en el Instituto Nacional de Enseñanza Media Rey Malabo. Renunció a este puesto cuando el ministro de Educación le quería obligar a aprobar a los alumnos que no se lo merecían. Posteriormente fue profesor en el centro asociado de la UNED de Malabo. 
Micó fue miembro del grupo fundador del partido opositor Convergencia para la Democracia Social (CPDS) en 1990, y ocupó la responsabilidad de secretario de Administración y Finanzas. Micó y Celestino Bonifacio Bacale Obiang fueron arrestados y encarcelados durante cuatro meses después de que el ejército ecuatoguineano interviniese en el aeropuerto de Malabo en febrero de 1992 ejemplares de La Verdad, el periódico del entonces clandestino CPDS, cuando iban a ser enviados a España.
En diciembre de 1994, en el congreso constitutivo del CPDS, llevado a cabo en Bata, Plácido Micó fue elegido como Secretario General del partido. Lo reeligieron a la postre en el segundo congreso nacional del partido en febrero de 2001 y en su tercer congreso nacional en febrero de 2005.
En las elecciones parlamentarias de 1999 obtuvo el único escaño atribuido a CPDS, pero el partido decidió no ocupar dicho escaño. En mayo de 2002 fue acusado de intento de Golpe de Estado en 1997 contra el gobierno de Teodoro Obiang y fue condenado a arresto domiciliario. En junio lo condenaron a catorce años y ocho meses de prisión. Sin embargo, Obiang le conmutó la pena en agosto de 2003.
En las elecciones parlamentarias de 2004 fue reelegido diputado de la Cámara de Representantes por la circunscripción de Malabo. En estas elecciones fueron dos los representantes elegidos por el CPDS. Volvió a ganar escaño en las elecciones de 2008, pero esta vez fue el único representante del CPDS.
En una entrevista con el diario español El País, publicada el 11 de julio de 2008, fue duramente crítico con la situación política en Guinea Ecuatorial al decir que "la situación es peor que en Zimbabue. La oposición no tiene presencia política en los ayuntamientos ni en el Parlamento. No hay sindicatos de ningún tipo, ni asociaciones profesionales [...]. Todo lo que sea una asociación, gente discutiendo sobre algo les huele a oposición política y a peligro. No hay medios de comunicación fuera del control gubernamental"., y condenó la elección parlamentaria celebrada en mayo como seriamente "violenta y manipulada". También acusó a los Estados Unidos de ser cómplices del presidente Obiang por sus intereses en el petróleo guineano.
El 16 de octubre de 2009 se anunció la celebración de elecciones presidenciales para el 29 de noviembre. Micó denunció este nuevo movimiento de Obiang alegando que "con tan poco tiempo, es imposible organizar correctamente una campaña política en un país que carece de todo". A pesar de ello, Micó participó en los comicios como candidato de la CPDS, obteniendo el segundo lugar con el 3,55% de los votos.
Durante la celebración del V Congreso Ordinario de Convergencia para la Democracia Social (CPDS) en diciembre de 2013, y tras 19 años al frente del partido como su Secretario General, Micó voluntariamente anunció su retirada como su máximo líder "para dar paso a otros", relevándolo de su cargo Andrés Esono Ondó, quien más tarde calificaría la actitud de Micó como una lección de democracia. Ese mismo año, Micó fue elegido nuevamente como diputado en las elecciones legislativas.
Micó dejó su cargo de diputado tras las Elecciones legislativas de Guinea Ecuatorial de 2017, en las que su partido no obtuvo representación.
Es Premio León Felipe a la Solidaridad Internacional en 1995 y premio Escritores en Prisión en el año 1993. Es autor, con Alicia Campos Serrano de Trabajo y libertades sindicales en Guinea Ecuatorial (Fundación Paz y Solidaridad Serafín Aliaga CC OO. Madrid, 2006) y junto a Amancio-Gabriel Nse Angüe del artículo ‘La oposición guineana entre dos ‘Diálogos Nacionales’ (1993-2013), publicado en la revista Ëndoxa.